# Yohei Takasu
Yohei Takasu (高須 洋平 Takasu Yohei?), född 6 september 1981 i Saitama prefektur, är en japansk före detta fotbollsspelare.
Takasu började sin karriär 2000 i Mito HollyHock. Efter Mito HollyHock spelade han för Thespa Kusatsu, Arte Takasaki och Tonan Maebashi. Han avslutade karriären 2009.